# Drets del col·lectiu LGBT al Kazakhstan

Situació del Kazakhstan

Les persones lesbianes, gais, bisexuals i transsexuals (LGBT) del Kazakhstan són limitats. Les persones LGBT al Kazakhstan s'enfronten a desafiaments legals i socials i a una discriminació que no experimenten els no residents LGBT. L'activitat sexual entre homes i dones del mateix sexe és legal al Kazakhstan, però les parelles del mateix sexe i les llars encapçalades per parelles del mateix sexe no són elegibles per a les mateixes proteccions legals disponibles per a les parelles casades del sexe oposat.

## Legalitat de l'activitat sexual entre persones del mateix sexe
L'activitat sexual entre homes i dones del mateix sexe és legal al Kazakhstan des de 1998. L'edat de consentiment és de 16 anys.
Abans de 1997, l'article 104 del Codi Penal del Kazakhstan tipificava com a delicte la "sodomia". Aquesta legislació seguia el corresponent article 121 de la ex Unió Soviètica, que només penalitzava específicament el coit anal entre homes.

## Identitat i expressió de gènere
Des de 2003, s'ha permès a les persones transgènere canviar legalment el seu gènere en els seus documents d'identitat oficials al Kazakhstan. Les persones que volien canviar de gènere havien de rebre un diagnòstic de "trastorn d'identitat de gènere" que implicava diverses proves mèdiques i una avaluació psiquiàtrica de 30 dies. En 2011, es van establir noves directrius i es va permetre el canvi dels documents d'identitat únicament després d'una cirurgia de reassignació sexual, exàmens mèdics físics i psiquiàtrics, teràpia hormonal i esterilització. A més, no es permet als menors de 21 anys canviar de sexe en els seus documents d'identitat oficials.

## Servei militar
Es prohibeix al col·lectiu LGBT servir en l'exèrcit kazakh.

## La llibertat de paraula i d'expressió
El 26 de maig de 2015, el Consell Constitucional del Kazakhstan va declarar inconstitucional un projecte de llei pendent, que hauria prohibit la «propaganda de l'orientació sexual no tradicional». El Consell el va rebutjar per la seva vaga redacció. El projecte de llei va ser aprovat pel Senat, la cambra alta del Parlament, al febrer de 2015 i va ser enviat al President Nursultan Nazarbàiev per a la seva signatura. Ja havia estat aprovat per la cambra baixa, anomenada Mazhilis. L'ONG Human Rights Watch va dir: «En rebutjar aquest projecte de llei de propaganda, el Consell Constitucional del Kazakhstan va establir un important precedent contra l'adopció de legislació discriminatòria».
Al setembre de 2019, la Cort Suprema va dictaminar en un cas històric que dues dones rebrien una indemnització per part d'un usuari de Facebook que va publicar un vídeo en el qual les mostrava besant-se sense el seu permís. El vídeo va provocar un gran nombre de comentaris homofóbicos i assassins, i va ser vist 60.000 vegades en un dia abans de ser retirat per l'usuari. Human Rights Watch va celebrar la sentència com una fita per al dret a la privacitat.

## Opinió pública
Al maig de 2015, PlanetRomeo, una xarxa social LGBT, va publicar el seu primer Índex de Felicitat Gai (GHI, per les seves sigles en anglès). Es va preguntar als homes gais de més de 120 països sobre com se senten amb l'opinió de la societat sobre l'homosexualitat, com experimenten la forma en què són tractats per altres persones i que satisfets estan amb les seves vides. Kazakhstan va ocupar el lloc 118, just per sobre de Ghana i per sota de Burkina Faso, amb un puntuació de GHI de 29 sobre 100.

## Condicions de vida
Les persones del col·lectiu LGBT del Kazakhstan s'enfronten a la discriminació i els prejudicis per motius de la seva orientació sexual o identitat de gènere durant la seva vida quotidiana. La manifestació d'actituds negatives cap a les persones LGBT, com l'exclusió social, les burles i la violència, solen causar a les víctimes danys físics, psicològics i emocionals. Per a evitar els perills que representen les persones que no aproven les orientacions sexuals no heterosexuals, moltes persones LGBT se senten obligades a mantenir en secret la seva orientació sexual o identitat de gènere a gairebé totes les persones de la seva vida. La majoria considera necessari mantenir en secret la seva orientació sexual o identitat de gènere als seus companys de feina per a conservar la seva feina i evitar l'hostilitat dels seus caps i companys de treball. Els intents de denunciar la violència homòfobica i transfòbica a la policia solen trobar resistència i, fins i tot, hostilitat per part dels agents.
Un estudi transnacional realitzat en 2011 per la Universitat de Chicago va demostrar que la tendència a l'acceptació de la comunitat LGBT s'està frenant o invertint a Rússia i en algunes altres exrepúbliques de l'URSS, la qual cosa és directament oposat a les tendències mundials.

### Estadístiques
Segons una enquesta duta a terme en 2018 pel Centre Republicà per a la Prevenció i el Control de la SIDA i el Ministeri de Salut del Kazakhstan, hi havia uns 62.000 que tenien relacions sexuals amb homes (HSH). Això ha estat durament criticat per ONG kazakhs en que assenyalen que la xifra és molt major, a causa de l'homofòbia social que pot impedir que els individus surtin de l'armari. Mentre que la pròpia ONG assegura que hi hauria almenys 212.955 HSH, que representaria el 3,9% de la població masculina entre 16 i 62 anys, altres estudis varien entre el 0.5 i 10%.

## Taula de resum
| Activitat sexual legal amb el mateix sexe                                                                    | (Des de 1998) |
| Mateixa edat de consentiment                                                                                 | (Des de 1998) |
| Lleis antidiscriminació a la feina                                                                           | No            |
| Lleis antidiscriminació en la prestació de béns i serveis                                                    | No            |
| Lleis antidiscriminació en tots els altres àmbits (inclosa la discriminació indirecta, la incitació a l'odi) | No            |
| Matrimoni del mateix sexe                                                                                    | No            |
| Reconeixement de les parelles del mateix sexe                                                                | No            |
| Adopció de fillastres per parelles del mateix sexe                                                           | No            |
| Adopció conjunta per parelles del mateix sexe                                                                | No            |
| Prestació de servei militar per gais i lesbianes                                                             | No            |
| Dret legal a canviar de gènere                                                                               | (Des de 2003) |
| Accés a la fecundació in vitro per lesbianes                                                                 | No            |
| Teràpia de conversió prohibida als menors                                                                    | No            |
| Subrogació comercial per a parelles d'homes homosexuals                                                      | No            |
| Permís per donar sang als HSH                                                                                | No            |